# Dreierwalde-Prozesse
Als Dreierwalde-Prozesse werden zwei Kriegsverbrecherprozesse vor einem britischen Militärgericht in Wuppertal bezeichnet. Verhandelt wurde gegen acht Wehrmachtsangehörige wegen Fliegermorden beim Luftwaffenflugplatz Dreierwalde (heute Fliegerhorst Hopsten).

## Prozessverlauf
Am 21. März 1945 war der Flugplatz Dreierwalde heftig bombardiert worden und mehrere abgesprungene alliierte Bomberbesatzungen gefangen genommen worden. Am 22. März wurden vier Gefangene (zwei Angehörige der Royal Air Force und zwei der Royal Australian Air Force) auf dem Weg zum Bahnhof von Wehrmachtssoldaten unter Führung von  Oberfeldwebel Karl Amberger durch ein Waldstück geführt und dort angeblich auf der Flucht erschossen. Ein fünfter Gefangener, der australische Lieutenant Berick, konnte verwundet entkommen. In der Nacht des 24.  März 1945 wurden sieben oder acht Kriegsgefangene zum Ausbessern von Bombenschäden gebracht und als auf der Flucht erschossen gemeldet. Am 25. März wurde ein verwundeter Gefangener im Motorradseitenwagen aus dem Stützpunkt gefahren und vom Angeklagten Lang erschossen.
Die Prozesse fanden in der britischen Besatzungszone vor einem britischen Militärgericht nach den Regeln des Royal Warrant statt.
- Case Nr. 7 gegen Karl Amberger 11.–14. März 1946
- Case Nr. 23 gegen Major Karl Rauer et al. am 18. Februar 1946

Das Gericht hielt die Tötungen für Kriegsverbrechen gegen die Haager Landkriegsordnung zum Schutz von Kriegsgefangenen. Die Offiziere wurden für schuldig befunden, für den Schutz der Kriegsgefangenen verantwortlich gewesen zu sein und keine Ermittlungen zu deren Tod durchgeführt zu haben.
Die acht Angeklagten wurden sämtlich zum Tod verurteilt. Sieben von ihnen wurden am 15. Mai 1946 hingerichtet. Beim achten Angeklagten wurde das Urteil in eine lebenslange Freiheitsstrafe umgewandelt.
| Name                  | Dienstgrad    | Urteil                                      | Schuldspruch                 |
| --------------------- | ------------- | ------------------------------------------- | ---------------------------- |
| Karl Amberger         | Oberfeldwebel | Todesurteil (vollstreckt 15. Mai 1946)      | Schuldig 22. März            |
| Karl Rauer            | Major         | Todesurteil (umgewandelt in lebenslänglich) | Mitschuldig 24. und 25. März |
| Bruno Böttcher        | Hauptmann     | Todesurteil (vollstreckt 15. Mai 1946)      | Mitschuldig 24. und 25. März |
| Wilhelm Schaarschmidt | Hauptmann     | Todesurteil (vollstreckt 15. Mai 1946)      | Mitschuldig 24. und 25. März |
| Hermann Lommes        | Unteroffizier | Todesurteil (vollstreckt 15. Mai 1946)      | Schuldig 24. und 25. März    |
| Otto Bopf             | Major         | Todesurteil (vollstreckt 15. Mai 1946)      | Mitschuldig 24. und 25. März |
| Emil Günther          | Unteroffizier | Todesurteil (vollstreckt 15. Mai 1946)      | Schuldig 24. März            |
| Ludwig Lang           | Feldwebel     | Todesurteil (vollstreckt 15. Mai 1946)      | Schuldig 24. und 25. März    |